# Ndjock Nkong (Ngog-Mapubi)
Ndjock Nkong est un village de la région du Centre du Cameroun. Localisé dans l'arrondissement (commune) de Ngog-Mapubi et le département du Nyong-et-Kéllé, il est situé entre les villages Omog et Boumnyébél sur la route nationale qui lie Yaoundé et Douala. 

## Géographie
Localisé à 3° 53' 60″ N et 10° 52' 60″ E, le village de Ndjock Nkong est limitrophe avec les villages Boumyebel, Omog et Song Mpeck. 
Ndjock Nkong bénéficie d'un climat humide de type équatorial à quatre saisons : deux saisons sèches et deux saisons pluvieuses. Ndjok Nkong a une température moyenne de 25,0 °C sur toute l'année. Les précipitations moyennes y sont de 2 077 mm.

## Population et société
Ndjock Nkong est une chefferie de troisième degré. Ndjock Nkong comptait 934 habitants lors du dernier recensement de 2005. La population est constituée pour l’essentiel de Bassa.  Le village de Ndock Nkong dispose d'une école publique.